# Clausiliidae
Clausiliidae zijn een familie van weekdieren uit de klasse van de Gastropoda (slakken).

## Taxonomie
De volgende taxa zijn bij de familie ingedeeld:
- Geslacht Cirrobasis Conrad, 1874 †
- Geslacht Dextrospira Hrubesch, 1965 †
- Geslacht Formosana O. Boettger, 1877
- Geslacht Margaritiphaedusa H. Nordsieck, 2001
- Geslacht Minatoia Hunyadi & Szekeres, 2016
- Geslacht Selenophaedusa Lindholm, 1924
- Onderfamilie Alopiinae A.J. Wagner, 1913
- Onderfamilie Clausiliinae Gray, 1855
- Onderfamilie Constrictinae H. Nordsieck, 1981 †
- Onderfamilie Eualopiinae H. Nordsieck, 1978 †
- Onderfamilie Garnieriinae C.R. Boettger, 1926
- Onderfamilie Laminiferinae Wenz, 1923
- Onderfamilie Neniinae Wenz, 1923
- Onderfamilie Peruiniinae H. Nordsieck, 2005
- Onderfamilie Phaedusinae A.J. Wagner, 1922

## In Nederland waargenomen soorten
- Genus: Alinda
  - Alinda biplicata - (Grote clausilia)
- Genus: Balea
  - Balea heydeni - (Vergeten schorshoren)
  - Balea perversa - (Slanke schorshoren of Gewoon schorshorentje)
- Genus: Clausilia
  - Clausilia bidentata - (Vale clausilia)
  - Clausilia dubia - (Knotwilgslak)
- Genus: Cochlodina
  - Cochlodina laminata - (Gladde clausilia)
- Genus: Macrogastra
  - Macrogastra attenuata - (Geribde clausilia)
  - Macrogastra plicatula - (Geplooide clausilia)
  - Macrogastra rolphii - (Gekielde clausilia)